# Eraldo Lemos
Eraldo Machado de Lemos, mais conhecido como Eraldo Lemos, (Brejo Grande, 6 de maio de 1922 – local não informado, 5 de agosto de 2010) foi um médico, advogado, agropecuarista e político brasileiro, outrora deputado federal por Sergipe.

## Dados biográficos
Filho de Manuel Machado de Lemos e Isaura Machado de Lemos. Formado em Medicina pela Universidade Federal do Rio de Janeiro e em Direito pela Universidade Federal de Alagoas, fez carreira política nos tempos de universitário sendo representante da União Nacional dos Estudantes no Congresso Pan-Americano de Estudantes em Santiago em 1945 e nos anos seguintes integrou as delegações presentes à Conferência Mundial da Juventude em Londres e ao Congresso Mundial de Estudantes em Praga.
Eleito suplente de deputado estadual pela UDN em 1947, foi convocado para exercer o mandato, todavia não se afastou das atividades médicas junto ao Instituto de Aposentadoria e Pensões dos Bancários (IAPB) na Bahia e trabalhou no Serviço de Assistência Médica Domiciliar e de Urgência (SAMDU). Presidente do Instituto de Aposentadorias e Pensões dos Comerciários (IAPC) entre 1958 e 1959, dirigiu a Associação Médica Brasileira e a Associação Baiana de Medicina e foi procurador do Instituto Nacional de Previdência Social (INPS).
Filiado ao MDB após a outorga do bipartidarismo pelo Regime Militar de 1964, foi eleito suplente de deputado federal em 1966 sendo chamado nas licenças de José Carlos Teixeira. Transferido para a ARENA, foi eleito em 1970, mas não se reelegeu em 1974, encerrando assim sua vida política.
Seu irmão, Mário Lemos, foi ministro da Saúde no governo do presidente Emílio Garrastazu Médici.